# Ruisseau des Aravis
Pour les articles homonymes, voir Avaris (homonymie).
Le ruisseau des Avaris est une rivière du sud de la France affluent du Sor sous-affluent de l'Agout du Tarn et de la Garonne.

## Géographie
De 13,6 km de longueur, le ruisseau des Aravis prend sa source sur la commune de Saint-Amancet, dans le Tarn et se jette dans le Sor en rive gauche sur la commune de Lempaut.

## Départements et communes traversées
- Tarn : Cahuzac, Saint-Amancet, Lagardiolle, Lempaut.

## Principaux affluents
- Ruisseau d'Agoundet 5,3 km
- Ruisseau des Fontanelles 5,1 km
- Ruisseau de Rieutort 3,7 km